# Leloboko (Mollo Utara)
Leloboko is een bestuurslaag in het regentschap Timor Tengah Selatan van de provincie Oost-Nusa Tenggara, Indonesië. Leloboko telt 1480 inwoners (volkstelling 2010).